# Mariene provincie Warme Gematigde Noordoostelijke Stille Oceaan
De Mariene provincie Warme Gematigde Noordoostelijke Stille Oceaan (11) (Engels: Warm Temperate Northeast Pacific marine province) is een biogeografische provincie en ligt in het oosten van de Grote Oceaan in het Marien rijk Gematigde Noordelijke Stille Oceaan. De mariene provincie is vastgesteld door het World Wide Fund for Nature en The Nature Conservancy en is vernoemd naar de warme gematigde wateren in het noordoosten van de Stille Oceaan.
In het noordwesten grenst het gebied aan de mariene provincie Koude Gematigde Noordoostelijke Stille Oceaan (10) en in het zuiden aan de mariene provincie Tropische Oostelijke Stille Oceaan (43).

## Geografie
De mariene provincie ligt voor de zuidwestkust van de staat Californië, in de Golf van Californië en voor de westkust van het schiereiland Neder-Californië.

## Biogeografie
Het gebied kent zeeleven dat houdt van gematigde temperaturen.

## Mariene ecoregio's
Deze mariene provincie bestaat uit 3 mariene ecoregio's:
- Mariene ecoregio Southern California Bight (59)
- Mariene ecoregio Cortés (60)
- Mariene ecoregio Magdalena Transitie (61)